# マゼランガン

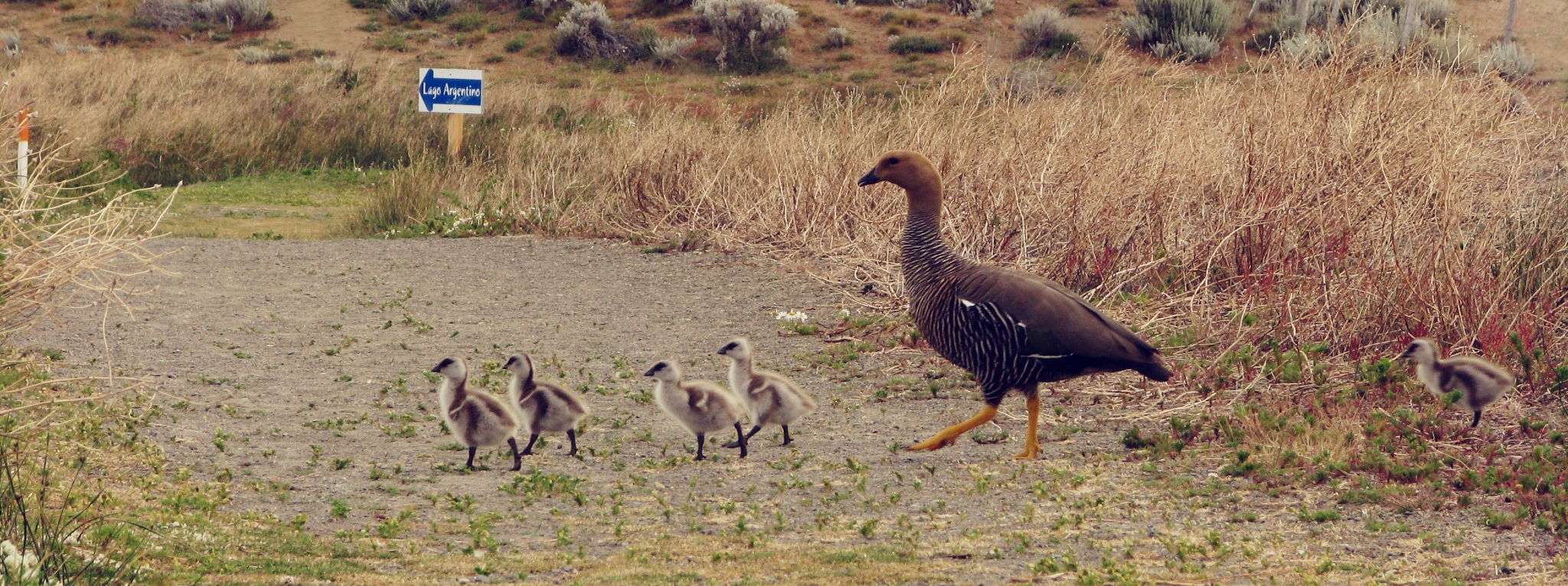
雛を連れた個体（アルゼンチン、エル・カラファテ）

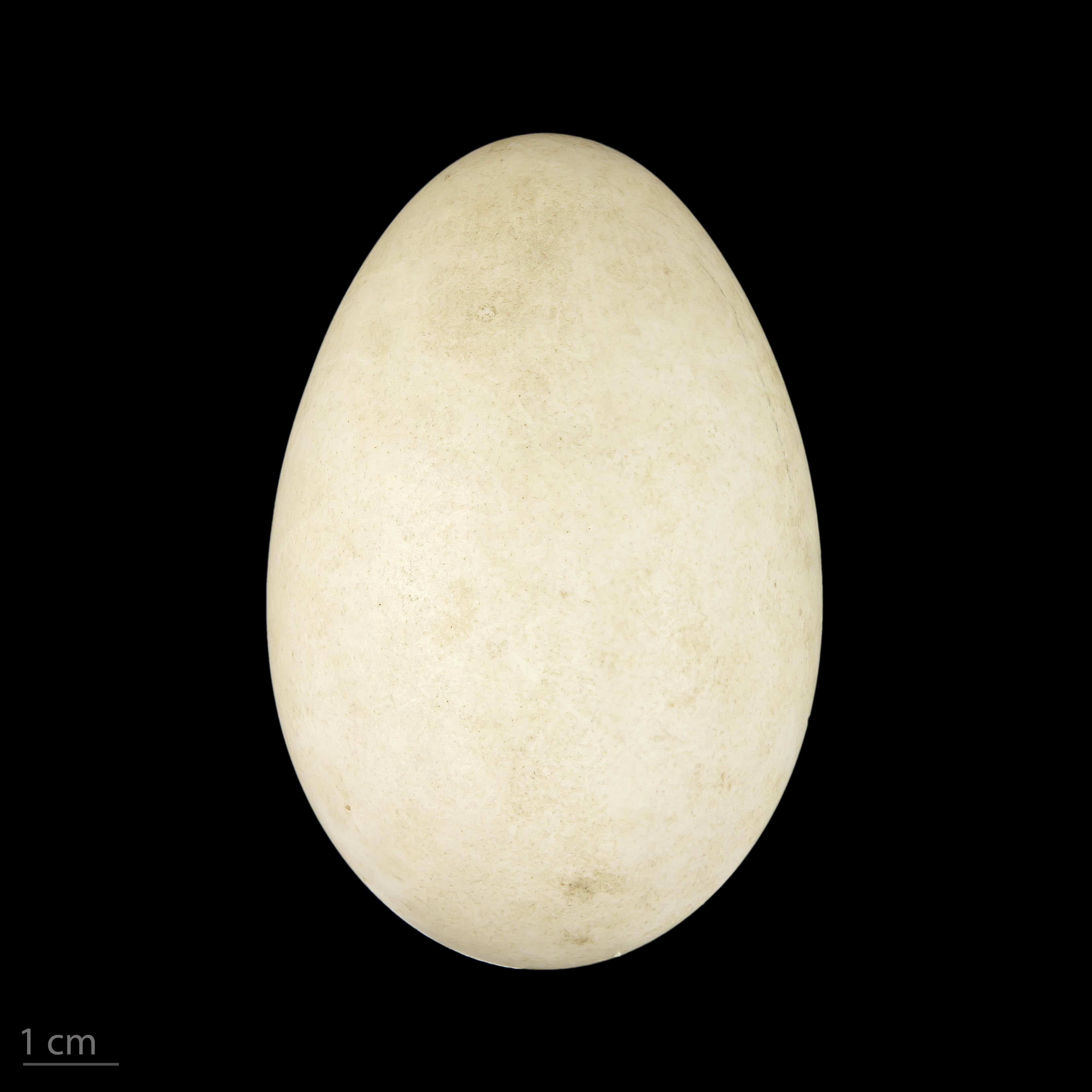
Chloephaga picta

マゼランガン （学名：Chloephaga picta）は、カモ科コバシガン属に分類される鳥の一種。

## 分布
南アメリカ

## 形態
全長60センチメートル。

## 生態
草食性で大食漢、家畜の放牧用の草も食べる。

## 参照・注釈
1. ↑  BirdLife International (2016). “Chloephaga picta”. IUCN Red List of Threatened Species 2016:  e.T22679975A92836848. doi:10.2305/IUCN.UK.2016-3.RLTS.T22679975A92836848.en 2023年10月15日閲覧。.